# Windows CE 5.0
Windows CE 5.0 (cu numele de cod "Macallan") este un succesor pentru Windows CE 4.2, și al treilea release din familia Windows CE .NET.